# بيرت كاميرون
بيرت كاميرون (بالإنجليزية: Bert Cameron) هو عداء سريع جامايكي، ولد في 16 نوفمبر 1959 في سبانيش تاون في جامايكا.

## وصلات خارجية
- بيرت كاميرون على موقع الاتحاد الدولي لألعاب القوى (الإنجليزية)
- بيرت كاميرون على موقع اللجنة الأولمبية الدولية (الإنجليزية)
- بيرت كاميرون على موقع أوليمبيديا (الإنجليزية)
- بيرت كاميرون على موقع اتحاد ألعاب الكومنولث (مؤرشف) (الإنجليزية)